# Alessandro Carafa
Alessandro Carafa (Napoli, 1430 – Roma, 31 luglio 1503) è stato un arcivescovo cattolico italiano.

## Biografia
Alessandro era un fratello minore del potente cardinale Oliviero Carafa, arcivescovo di Napoli dal 1458. Proveniva dalla famiglia Carafa della Stadera era figlio di Francesco e di Maria Origlia. Fu canonico e protonotario apostolico.
Nel 1484 egli decise di rinunciare alla carica arcivescovile a vantaggio di Alessandro, che fu alla testa della chiesa napoletana per quasi vent'anni durante i quali presidiò alla traslazione delle ossa di San Gennaro dal monastero di Montevergine di Avellino, di cui era abate commendatario, verso il duomo di Napoli. Il 17 maggio 1487, il famoso e potente Diomede Carafa, suo zio, prossimo alla morte, lo nominò come depositario del proprio testamento.
Fu sepolto nella cappella del "succorpo" nella cattedrale di Napoli, fatta erigere dal fratello Oliviero.